# Boglárka Kapás

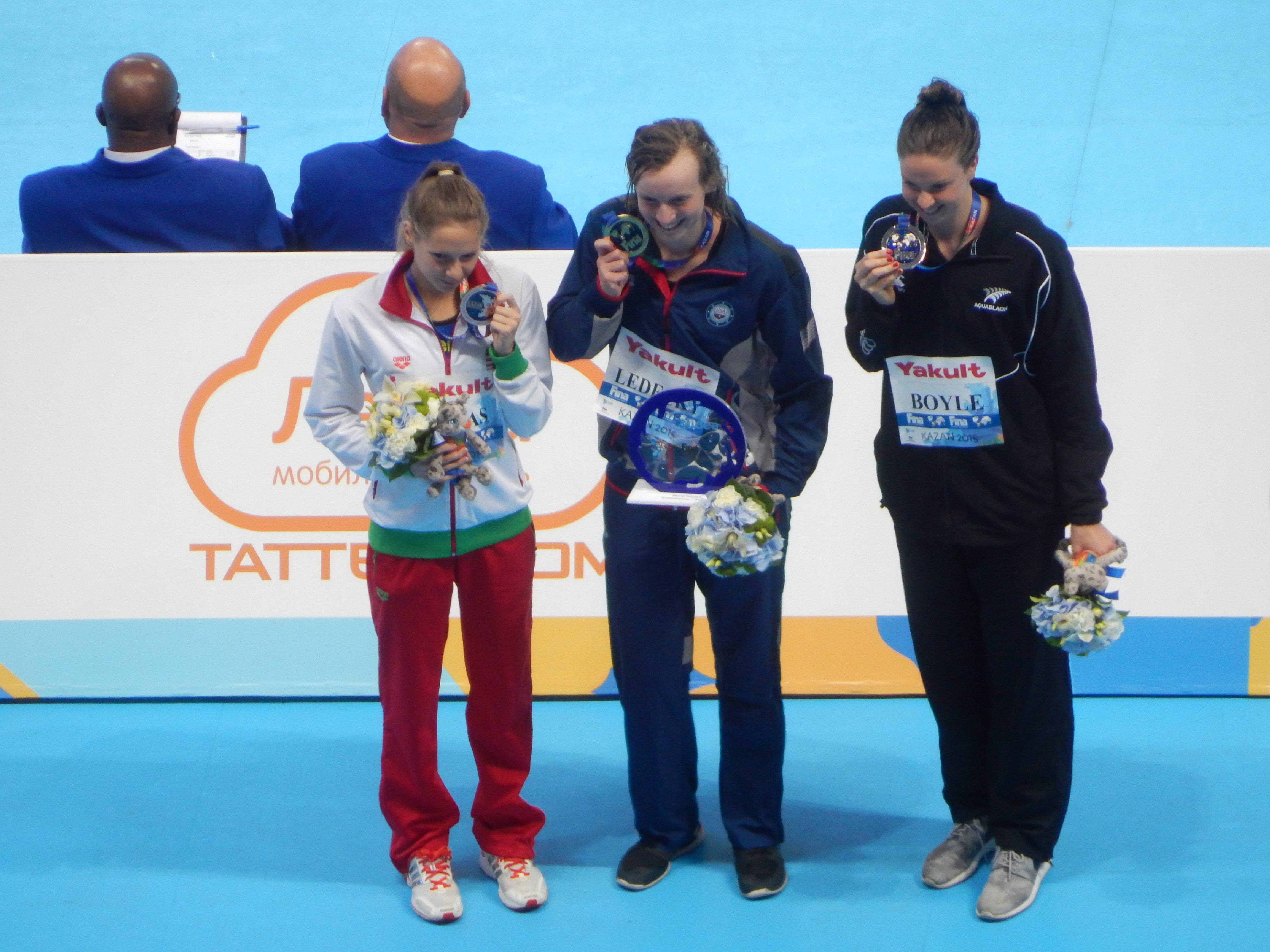
Kapás (links) met Katie Ledecky (midden) en Lauren Boyle tijdens de wereldkampioenschappen van 2015.

Boglárka Kapás (Debrecen, 22 april 1993) is een Hongaarse zwemster. Ze vertegenwoordigde haar vaderland op de Olympische Zomerspelen 2008 in Peking, op de Olympische Zomerspelen 2012 in Londen en op de Olympische Zomerspelen 2016 in Rio de Janeiro.

## Carrière
Bij haar internationale debuut, op de Olympische Zomerspelen van 2008 in Peking, werd Kapás uitgeschakeld in de series van de 400 meter vrije slag. In Rijeka nam de Hongaarse deel aan de Europese kampioenschappen kortebaanzwemmen 2008, op dit toernooi eindigde ze als elfde op de 800 meter vrije slag en strandde ze in de series van de 400 meter vrije slag.
Op de Europese kampioenschappen kortebaanzwemmen 2009 in Istanboel eindigde Kapás als negende op de 800 meter vrije slag, op de 200 meter vrije slag en de 200 meter vlinderslag werd ze uitgeschakeld in de series.
Tijdens de Olympische Jeugdzomerspelen van 2010 in Singapore veroverde de Hongaarse de gouden medaille op de 400 meter vrije slag en de 200 meter vlinderslag en de zilveren medaille op de 200 meter vrije slag. In Eindhoven nam Kapás deel aan de Europese kampioenschappen kortebaanzwemmen 2010. Op dit toernooi sleepte ze de zilveren medaille in de wacht op de 800 meter vrije slag en eindigde ze als vierde op de 400 meter vrije slag, daarnaast strandde ze in de series van de 200 meter vrije slag en de 200 meter vlinderslag.
Op de wereldkampioenschappen zwemmen 2011 in Shanghai eindigde de Hongaarse als vijfde op de 800 meter vrije slag, op de 400 meter vrije slag werd ze uitgeschakeld in de series.
In haar geboorteplaats Debrecen nam Kapás deel aan de Europese kampioenschappen zwemmen 2012. Op dit toernooi werd ze Europees kampioene op de 800 meter vrije slag, daarnaast eindigde ze als vijfde op de 400 meter vrije slag en strandde ze in de series van de 200 meter rugslag. Tijdens de Olympische Zomerspelen van 2012 in Londen eindigde de Hongaarse als zesde op de 800 meter vrije slag, op de 400 meter vrije slag werd ze uitgeschakeld in de series.

### 2013-heden
Tijdens de wereldkampioenschappen zwemmen 2013 in Barcelona eindigde Kapás als vierde op de 800 meter vrije slag, als vijfde op de 400 meter vrije slag en als zevende op de 1500 meter vrije slag.
Op de Europese kampioenschappen zwemmen 2014 in Berlijn sleepte de Hongaarse de zilveren medaille op de 1500 meter vrije slag en de bronzen medaille op 800 meter vrije slag in de wacht, daarnaast eindigde ze als zevende op de 400 meter vrije slag. Op de 4x200 meter vrije slag legde ze samen met Zsuzsanna Jakabos, Evelyn Verrasztó en Katinka Hosszú beslag op de bronzen medaille. In Doha nam Kapás deel aan de wereldkampioenschappen kortebaanzwemmen 2014. Op dit toernooi eindigde ze als vierde op de 800 meter vrije slag en als vijfde op de 400 meter vrije slag. Samen met Evelyn Verrasztó, Zsuzsanna Jakabos en Katinka Hosszú eindigde ze als vierde op de 4x200 meter vrije slag.
Tijdens de wereldkampioenschappen zwemmen 2015 in Kazan veroverde de Hongaarse de bronzen medaille op de 1500 meter vrije slag. Daarnaast eindigde ze als zesde op de 800 meter vrije slag en achtste op de 400 meter vrije slag. Op de Europese kampioenschappen kortebaanzwemmen 2015 in Netanja sleepte Kapás de zilveren medaille op de 800 meter vrije slag en de bronzen medaille op de 400 meter vrije slag in de wacht. Op de 200 meter vrije slag strandde ze in de series.
In Londen nam de Hongaarse deel aan de Europese kampioenschappen zwemmen 2016. Op dit toernooi werd ze Europees kampioene op de 400, de 800 en de 1500 meter vrije slag. Op de 4x200 meter vrije slag legde ze samen met Zsuzsanna Jakabos, Evelyn Verrasztó en Katinka Hosszú beslag op de Europese titel. Tijdens de Olympische Zomerspelen van 2016 in Rio de Janeiro veroverde Kapás de bronzen medaille op de 800 meter vrije slag, op de 400 meter vrije slag eindigde ze op de vierde plaats. Samen met Zsuzsanna Jakabos, Ajna Késely en Katinka Hosszú eindigde ze als zesde op de 4x200 meter vrije slag.

## Internationale toernooien
| Jaar | Olympische Spelen                                           | WK langebaan                                               | WK kortebaan                                               | EK langebaan                                                                | EK kortebaan                                                                      |
| ---- | ----------------------------------------------------------- | ---------------------------------------------------------- | ---------------------------------------------------------- | --------------------------------------------------------------------------- | --------------------------------------------------------------------------------- |
| 2008 | 29e 400m vrije slag                                         |                                                            | geen deelname                                              | geen deelname                                                               | 14e 400m vrije slag 11e 800m vrije slag                                           |
| 2009 |                                                             | geen deelname                                              |                                                            |                                                                             | 24e 200m vrije slag 9e 800m vrije slag 11e 200m vlinderslag                       |
| 2010 |                                                             |                                                            | geen deelname                                              | geen deelname                                                               | 17e 200m vrije slag · 4e 400m vrije slag · 800m vrije slag · 10e 200m vlinderslag |
| 2011 |                                                             | 14e 400m vrije slag 5e 800m vrije slag                     |                                                            |                                                                             | geen deelname                                                                     |
| 2012 | 17e 400m vrije slag 6e 800m vrije slag                      |                                                            | geen deelname                                              | 5e 400m vrije slag · 800m vrije slag · 26e 200m rugslag                     | geen deelname                                                                     |
| 2013 |                                                             | 5e 400m vrije slag 4e 800m vrije slag 7e 1500m vrije slag  |                                                            |                                                                             | geen deelname                                                                     |
| 2014 |                                                             |                                                            | 5e 400m vrije slag 4e 800m vrije slag 4e 4x200m vrije slag | 5e 400m vrije slag · 800m vrije slag · 1500m vrije slag · 4x200m vrije slag |                                                                                   |
| 2015 |                                                             | 8e 400m vrije slag · 6e 800m vrije slag · 1500m vrije slag |                                                            |                                                                             | 10e 200m vrije slag · 400m vrije slag · 800m vrije slag                           |
| 2016 | 4e 400m vrije slag · 800m vrije slag · 6e 4x200m vrije slag |                                                            | 6-11 december                                              | 400m vrije slag · 800m vrije slag · 1500m vrije slag · 4x200m vrije slag    |                                                                                   |

## Persoonlijke records
Bijgewerkt tot en met 12 augustus 2016
Kortebaan
| Afstand          | Tijd    | Datum            | Plaats         |
| ---------------- | ------- | ---------------- | -------------- |
| 200m vrije slag  | 1.57,02 | 5 december 2015  | Netanja        |
| 400m vrije slag  | 3.59,02 | 6 december 2015  | Netanja        |
| 800m vrije slag  | 8.11,43 | 3 december 2015  | Netanja        |
| 200m vlinderslag | 2.08,80 | 14 november 2010 | Százhalombatta |

Langebaan
| Afstand          | Tijd    | Datum            | Plaats         |
| ---------------- | ------- | ---------------- | -------------- |
| 200m vrije slag  | 1.57,61 | 2 juli 2016      | Boedapest      |
| 400m vrije slag  | 4.02,37 | 7 augustus 2016  | Rio de Janeiro |
| 800m vrije slag  | 8.16,37 | 12 augustus 2016 | Rio de Janeiro |
| 200m vlinderslag | 2.08,72 | 16 augustus 2010 | Singapore      |